# ماريا هيلينا
ماريا هيلينا بلدية في ولاية بارانا في المنطقة الجنوبية من البرازيل.